# メキシコ憲法
メキシコ憲法（メキシコけんぽう）は、正式名称をメキシコ合衆国政治憲法（スペイン語: Constitución Política de los Estados Unidos Mexicanos）といい、メキシコの現行の憲法である。メキシコ革命中に憲法委員会によってケレタロ州ケレタロで起草され、1917年2月5日に制憲議会によって批准された。それまでの1857年メキシコ憲法の後継の憲法である。
制定年から1917年憲法、制定された場所からケレタロ憲法とも呼ばれる。

## 概要
1917年に制定された現行のメキシコ憲法は世界ではじめて社会権を規定した点で、1919年のヴァイマル憲法や1918年のロシア社会主義連邦ソビエト共和国憲法 (Soviet Russia Constitution of 1918) の模範になった。
特に重要な条文に3条（教育を受ける自由）・27条（政府による私有財産の徴用）・123条（労働者の権利）があり、20世紀メキシコの政治哲学の政治的・社会的背景の枠組みを形成するのを助けた。メキシコにおけるカトリック教会を制限することを目的として、3条では自由で世俗的な義務教育の基礎を樹立した。27条は土地改革の基礎を築いた。123条は19世紀後半に出現した労働力を強化し、メキシコ革命で勝利した派閥を支援するものだった。
3・5・24・27・130条はメキシコにおけるローマ・カトリック教会を強く制限した。プルタルコ・エリアス・カリェス大統領はこれらの条文を厳格に適用しようと試みてクリステロ戦争を引きおこした。
改正前の27条は土地の徴用と再分配を可能とし、これによって共有地であるエヒードの土地を売却する権利を制限し、また1938年にはこの条文を根拠にして外国の石油会社の資産を国有化した。また27条は教会が不動産を持つことを禁止していた。
1992年、カルロス・サリナス・デ・ゴルタリ大統領のもとで憲法に大幅な修正が加えられた。27条を修正して個人の財産権を強化し、エヒードの私有化を許可し、土地の再分配を許した。また、メキシコのローマ・カトリック教会に対する制限は大部分が撤廃された。
憲法記念日はメキシコの祝日であり、1917年2月5日の憲法批准を祝う。公式の日付は2月5日だが、実際には2月の第1月曜日が祝日になる。

## 成立の経緯

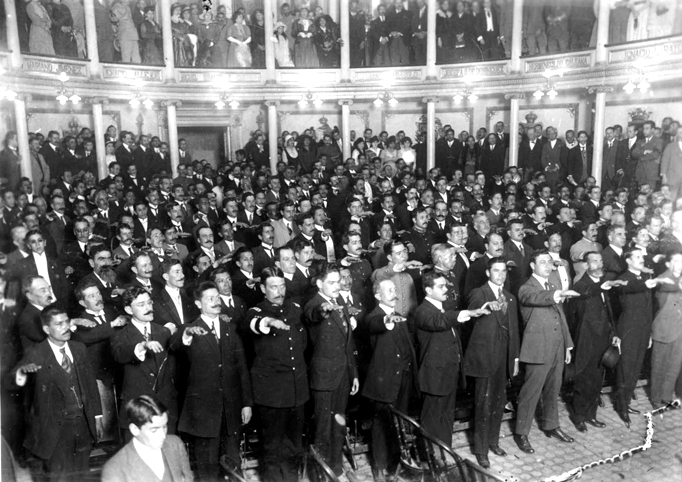
1917年2月5日、制憲議会が新憲法への忠誠を誓う

1917年憲法は1910年にはじまるメキシコ革命の成果のひとつである。革命ではベヌスティアーノ・カランサの率いる憲法派(constitucionalistas)が勝利した。カランサは1857年憲法を改訂するための議会を招集したが、審議過程で単なる改訂ではない全面的で新たな文書へと変わった。カランサはビリャ派とサパタ派を議会から排除したが、これら両派の要求と脅しによって、本来のカランサの計画になかった27条と123条が盛りこまれた。
1857年憲法にもあったメキシコのカトリック教会に対する抑圧は新憲法では拡大された。新憲法の新しい点としては経済ナショナリズム、政治ナショナリズム、労働者の権利の領域に関する国家の力を拡大した点がある。新憲法は1916年11月から1917年2月までの短期間に書かれた。
1906年にメキシコ自由党(PLM)によって提起された多くの改革が1917年憲法に取りこまれている。123条の八時間労働制、最低賃金ほかはPLMの要求を入れたものである。27条はメキシコの土地改革に関するPLMの要求を反映しており、土地をその所有者が休閑地にしている場合に政府が徴用し、決められた量の土地を貸し与えることができる。教育改革に関するPLMの要求である教育の世俗化、14歳までの義務教育、職業学校の設立なども反映されている。PLMはまたカトリック教会に制限を課すことも求めており、宗教機関を業務として課税すること、宗教機関の不動産の国有化、宗教団体によって運営される学校の排斥などが憲法に反映している。
憲法はケレタロの制憲議会によって起草された。カランサがこの地を選んだのは、1867年にマクシミリアンが銃殺されてフランスによるスペイン介入を終わらせた場所であるという由緒がある。憲法派に反対する人々は議会への参加が認められなかったが、議員は普通選挙によって選ばれた。敵対していた人々や亡命から帰国した人々について恩赦を施すようにとの要求をカランサは拒絶した。
議会は1916年11月に正式に開会し、1917年2月5日に最終案が承認された。220人の議員はすべてカランサ派だったが、彼らが一枚岩というわけではなかった。大部分の議員は中産階級の出身で、その職業は法律家、教師、技術者、医師、報道家などであり、農民や労働者ではなかった。パンチョ・ビリャの出身地であるチワワ州の代議員はひとりしかいなかった。
もっとも議論が揺れたのは教育とカトリック教会の扱いであり、それより「革命的」な内容を持つ27条（資源の徴用と再配布）や123条（労働者の権利）は簡単に通過した。

## 改正
1917年憲法は現在も使われているが、制定以来多くの改正が加えられている。2019年までに240回改正されており、OECD加盟国ではもっとも改正回数が多い。とくに1992年に重要な改正が行われた。
1926年の改正によって、大統領は任期が連続していなければ何度でも再選できるように改められた。これによって元大統領のアルバロ・オブレゴンは1928年に大統領に再選された（が、就任前に暗殺された）。この改正は1934年に破棄された。
大統領の任期は4年だったが、1927年に6年に延長された。ラサロ・カルデナス大統領がはじめて6年間の任期をつとめた（1934-1940年）。
27条は政府が大土地所有制を解体してエヒードを設立するために使われたが、1927年に改正されて農民女性がエヒードを自分の名前で取得する権利を制約した。これによって女性のエヒード所有者が別のエヒード所有者と結婚した場合、自身のエヒードの権利を失うことになった。「基本的に土地は家族の資産と考えられ、1つの家族にエヒードは1人にのみ与えられた。」1971年の農地改革法(Ley de Reforma Agraria)によってこの制約は除去された。
1917年憲法に規定されていた政治からの教会の排除はベヌスティアーノ・カランサとアルバロ・オブレゴンが大統領の時代には具体的に実施されなかったが、プルタルコ・エリアス・カリェス大統領時代の1926年に教会の排除を強化しようとした。これによって政治と宗教の対立は激化し、クリステロ戦争が引きおこされた。学者によっては当時の憲法を「敵対的政教分離」に分類している。クリステロ戦争は1929年に終結したが、憲法が改正されることはなかった。1934年12月13日にはさらに社会主義的な教育を行うように3条が改正されたが、1946年にこの改正は除去された。実質的にはマヌエル・アビラ・カマチョ時代の1940年に反教会的な条文の強制は終了していた。憲法は教会の建物の外で礼拝を行うことを禁じており、したがって1980年と1990年に教皇ヨハネ・パウロ2世がメキシコを訪問して屋外でミサその他の宗教的祭儀を実施したことは違憲だが、政府は見て見ぬふりをした。反教会的条文は1992年の憲法改正まで存在していた。
カルロス・サリナス・デ・ゴルタリ大統領は政党・企業・教会との関係を更新する構造改革によるメキシコの近代化を宣言した。彼の改革には憲法の改正が含まれていたが、左派のみならず教会自身からも批判された。多くの議論を経て、立法機関は1992年7月に政教関係に関する本質的な改正に賛成した。これによって3条・5条・24条・130条が改正された。改正後の憲法でも信教の自由は完全には確保されておらず、たとえば屋外で礼拝を行うことは政府の許可を必要とする特別の場合に限られ、宗教機関は印刷所や電子媒体の配布所を持つことを禁止され、宗教的祭儀の放送には政府の許可を必要とし、聖職者が政治の候補者になったり公職につくことは禁止されている。
1992年の改革ではまた新自由主義的な経済構造改革と北米自由貿易協定の交渉のために27条が改正された。これによってエヒードほかの形態の小規模農家に対する憲法による支援は失われた。27条改正によってエヒードの私有地への転換と売却が可能になり、これが1994年のチアパス州での武装蜂起（サパティスタの反乱）の直接の原因になった。
2005年に14条と22条を改正し、メキシコの領土内において死刑を禁止した。
2011年に食料への権利を保証するように4条と27条を改正した。

## 原則
メキシコ憲法は7つの原理を基礎にしている。
1. 人権宣言
2. 国家の主権
3. 権力分立
4. 代表制の政府
5. 連邦制

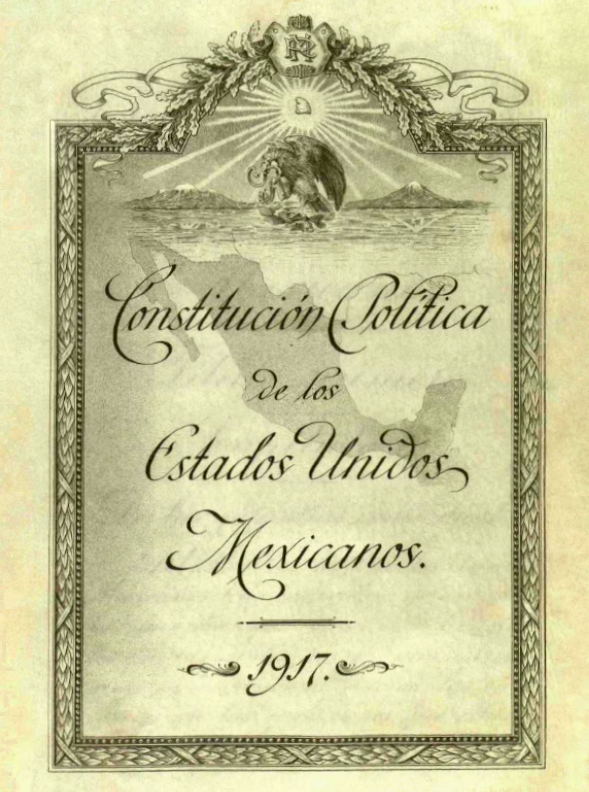
1917年憲法原本の内扉

6. 憲法上の権利に対する救済（アンパロ（英語版））
7. 教会に対する国家の優越

## 現在の内容
メキシコ憲法は9章(título)136条から構成される。各章は節(capítulo)に下位区分されている。主要な条文には以下のものがある。
- 第1条: メキシコ合衆国のすべての個人はこの憲法の与える権利を享受する。奴隷は違法である。外国の奴隷がメキシコ国内に入った場合には解放され、完全な法の庇護下に入る。民族、出身国、性別、年齢、能力、社会条件、健康状態、宗教、意見、性的指向、既婚か未婚か、その他に関して、人間としての権威を攻撃し、人の権利と自由を奪う差別を行うことは禁止される。
- 第2条: メキシコは国家として一体であり、分割できない。先住民の権利を保護し承認する。
- 第3条: 教育を受ける自由。基礎教育は就学前教育、初等教育、前期・後期中等教育から構成される。教育は世俗的(Laica)でなければならない。州の教育は無償とする。
- 第4条: 男女を問わずすべての人間の平等。
- 第5条: 職業選択の自由。
- 第6条: 表現の自由。
- 第7条: 出版前の検閲の禁止。
- 第8条: 誓願の権利。
- 第9条: 集会の権利。メキシコ市民権を持つ者のみが国家の政治に参加することができる。
- 第10条: 武器所有の権利。
- 第11条: 移動・入国・出国の権利。
- 第12条: 国家が貴族の爵位を授与することはできない。
- 第23条: 三審制を越える審理がなされることはない。有罪と無罪とを問わず、同じ罪で2回以上審理されることはない。
- 第24条: 信教の自由。犯罪にあたらないかぎりいかなる信仰をもつことも許される。
- 第27条: 国内の土地と水資源は国家が本来所有し、国家は所有権を特定者に移転できる。徴用は公共的利益の理由があるときにのみ行われる。天然資源はすべて国家の所有物であり、私的な開発は特権が与えられたときのみ行うことができる。核燃料は国家のみが開発・使用でき、国内の核物質は平和目的にのみ使用される。外国が国境から100キロメートル以内もしくは海岸から50キロメートル以内の土地を所有することはできない。海岸（高潮汀線から20メートル以内）の土地は連邦が所有し、売却することはできない。
- 第29条: 社会が深刻な危機に陥った場合、一定の期間大統領が権利や保証の履行を停止することができる。
- 第30条: メキシコの国籍について。
- 第31条: メキシコ人の義務について。
- 第32条: 出生によるメキシコ人の権利および二重国籍について。外国人、移民、あるいはメキシコに帰化した者は士官、メキシコ船籍の船やメキシコの航空機の乗組員、港や空港の長の職に就くことはできない。
- 第33条: 連邦内閣は法にもとづいて外国人を国外追放できる。外国人がメキシコの政治に介入することはできない。
- 第34条: メキシコの市民権（国籍とは異なる）について。
- 第39条: 国家の主権は国民に由来する。公権力は国民に由来し、国民の福利のために設けられる。国民は常に政府の形態を変更する譲渡され得ない権利をもつ。
- 第49条: 立法・行政・司法の三権分立。
- 第50条: 立法権は代議院と元老院の二院制で構成される議会に置かれる。
- 第55条: 代議院と元老院の議員は21歳以上で、生まれながらにしてメキシコの市民権を持たなければならない。
- 第80条: 連邦の最高行政権はメキシコ合衆国大統領に置かれる。
- 第83条: 大統領は10月1日に就任し、任期を6年間とする。再選はされない。
- 第91条: 行政機関の長(secretario)は30歳以上で、生まれながらにしてメキシコの市民権を持たなければならない。
- 第94条: 連邦の司法権は国家最高司法裁判所に置かれる。
- 第95条: 国家最高司法裁判所の裁判官はメキシコ生まれでなければならない。
- 第115条: 州は自由な基礎自治体（ムニシピオ）を単位とし、各ムニシピオは政治・行政機関を持つ。
- 第123条: 労働者の権利。八時間労働制、スト権、1日の週休、雇用者による不当な雇用終了に対する賠償請求権を含む。
- 第130条: 教会と国家の分離。この条文で聖職者に対する制限を設けている。